# Дискжокей (фільм)
Дискжокей — радянський художній фільм 1987 року, знятий на Кіностудії ім. О. Довженка.

## Сюжет
Поставивши перед собою мету стати дискжокеєм, герой одночасно шукає ту, чия сумочка після першої зустрічі залишилася у нього в руках. У фіналі танцювальний ансамбль під керуванням новоствореного дискжокея з новою солісткою «видають» до задоволення провінційних глядачів «свій» музичний номер.

## У ролях
- Олександра Швецова — Олена
- Олексій Весьолкін — Женя
- Наталія Поліщук — подруга Олени
- Олексій Горбунов — друг Жені
- Юрій Володарський — Юра
- Антоніна Баймяшкіна — дискжокей
- Володимир Баймяшкін — дискжокей
- Олег Харченко — дискжокей
- Валентин Макаров — керівник танцювального колективу
- Ольга Пушная — член журі
- Юрій Рудченко — Рудченко
- Ігор Стариков — епізод
- Георгій Делієв — епізод
- Борис Барський — епізод
- Олександр Постоленко — епізод
- Наталія Бузько — епізод
- Володимир Комаров — епізод
- Жанна Агузарова — камео
- Євген Хавтан — камео
- Ігор Дмитрієв — епізод

## Знімальна група
- Режисер — Борис Небієрідзе
- Сценарист — Сергій Іванов
- Оператори — Сергій Стасенко, Віктор Атаманенко
- Художник — Олександр Даниленко